# 浮葉性水生植物
浮葉性水生植物也称为浮水植物，為根、莖或是塊莖固定在土裡，葉片漂浮在水面的水生植物。

## 簡介
這種植物的根部固定在池沼的泥土裡，其葉片通常呈寬大的圓形、心形或橢圓形，由葉柄支撐，平貼在水上。此外，多數的浮葉性水生植物都有發達的沉水葉，以便適應環境的改變。它們多半分布在池塘、湖泊或是其他水流緩慢的淡水水域中，例如：睡蓮、菱角、蓴菜、臺灣萍蓬草、臺灣水蕹、印度莕菜及水金英等

## 圖片

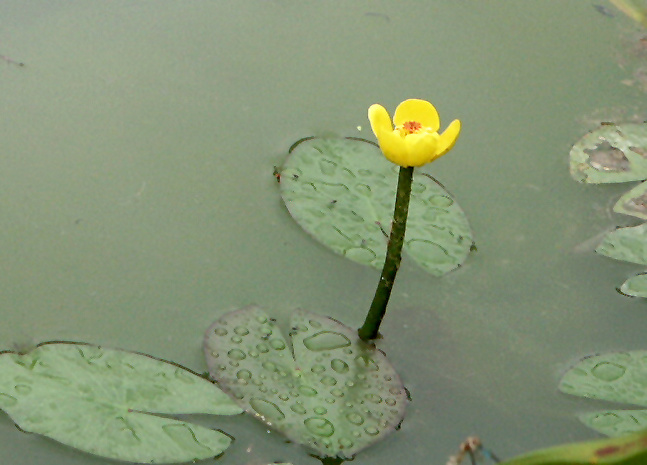
臺灣萍蓬草
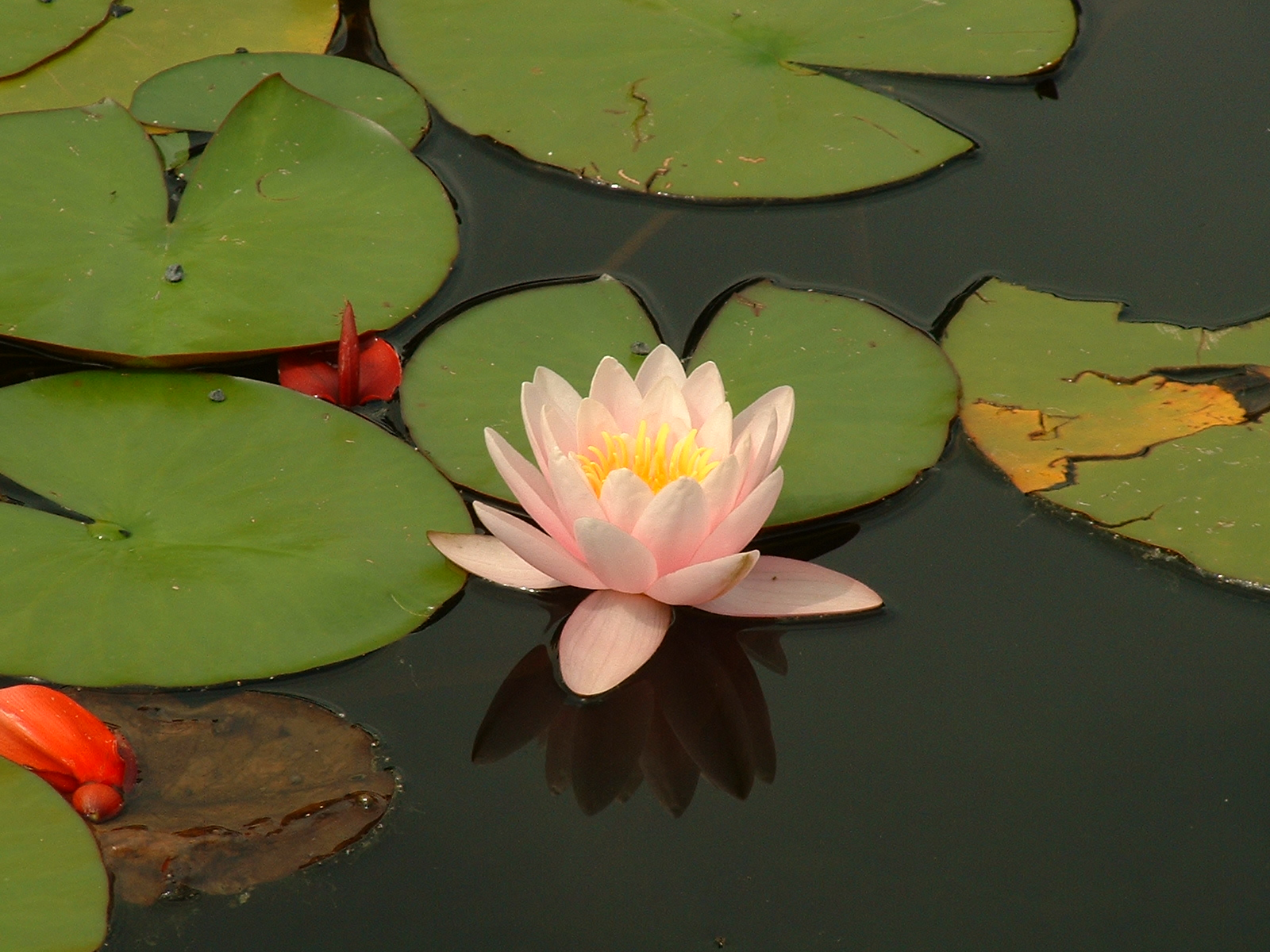
睡蓮
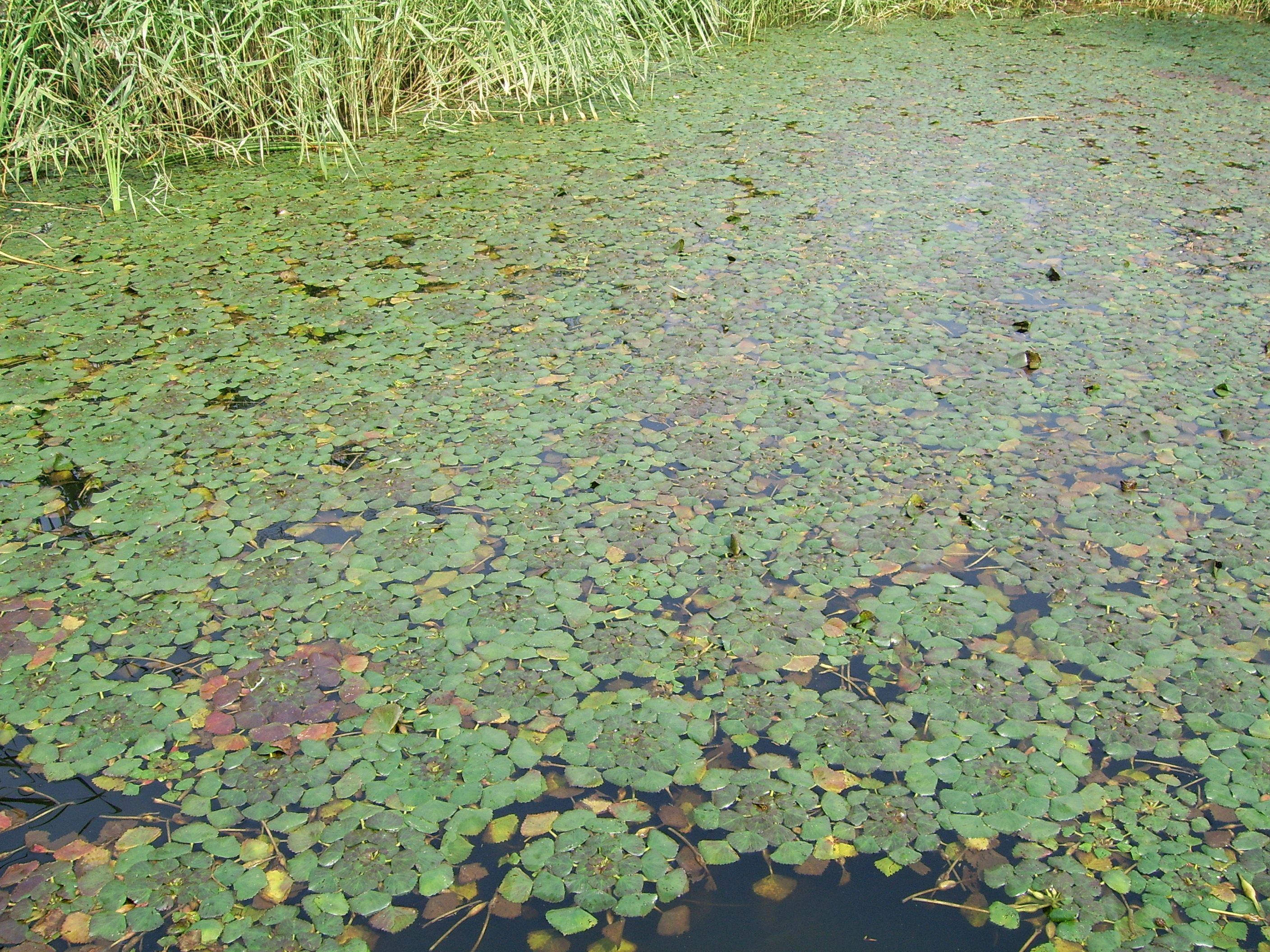
湖面的菱角田
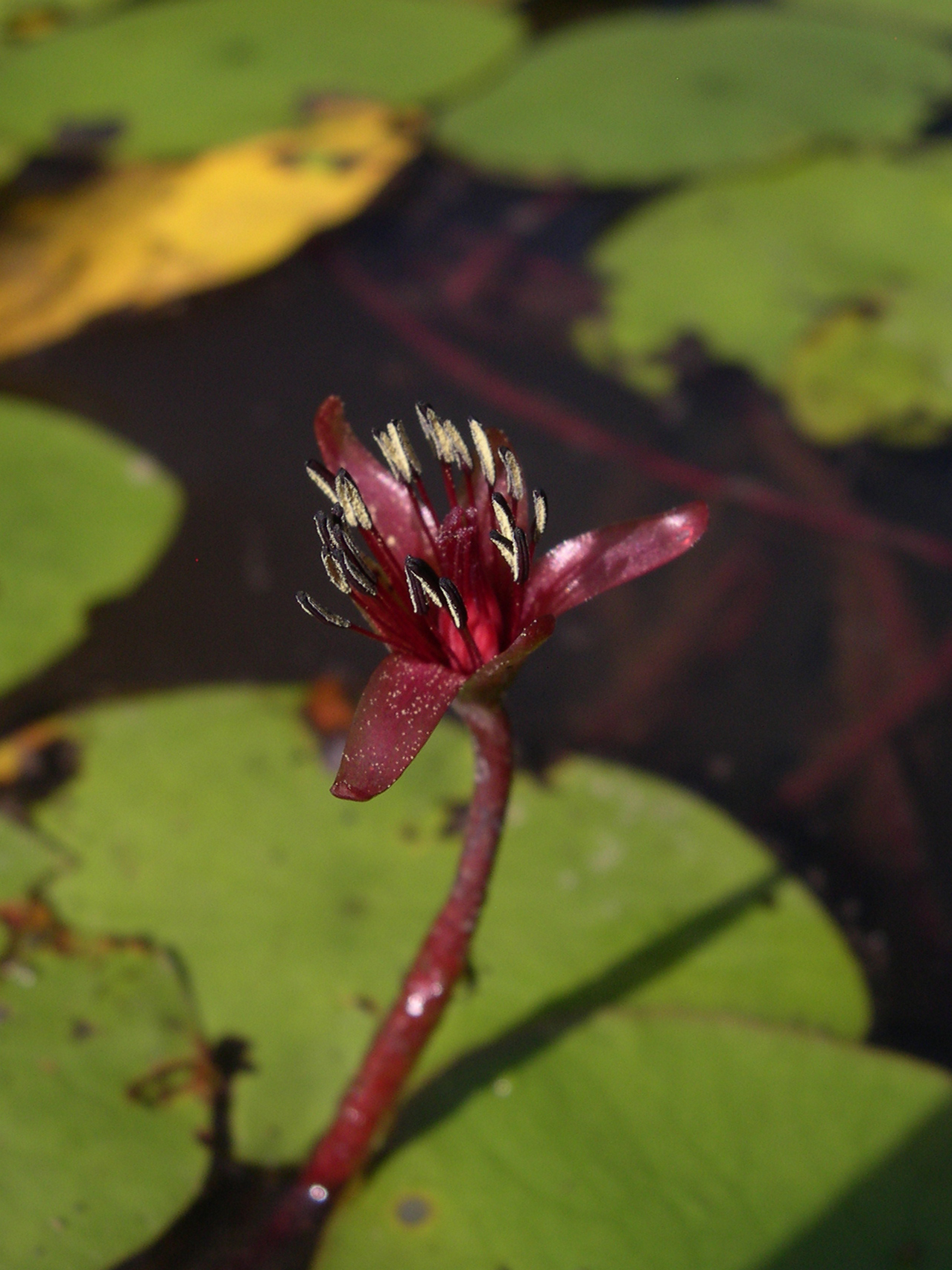
蓴菜
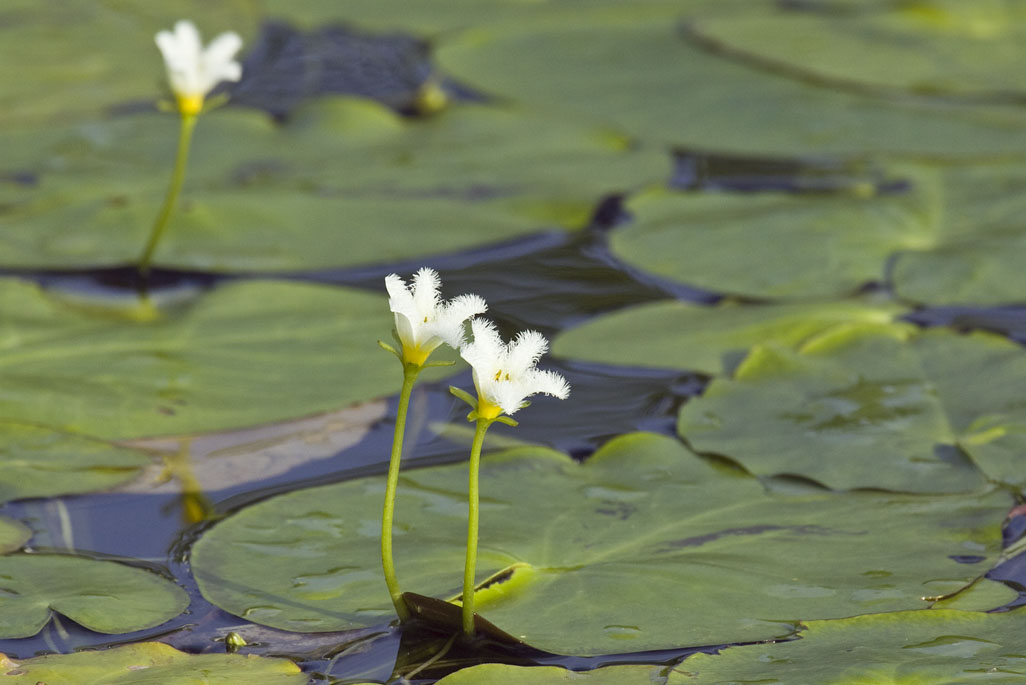
印度莕菜